# Dodecaedru trunchiat metabiaugmentat
În geometrie un dodecaedru trunchiat metabiaugmentat este un poliedru convex construit prin augmentarea unui dodecaedru trunchiat (un poliedru arhimedic) cu două cupole pentagonale (J5) pe două din fețele sale decagonale care nu sunt nici opuse, nici adiacente. Este poliedrul Johnson J70. Când două astfel de cupole sunt atașate la fețe opuse, rezultatul este un dodecaedru trunchiat parabiaugmentat (J69).
Având 52 de fețe, este un pentacontadiedru.

## Mărimi asociate
Următoarele formule pentru arie, A, și volum, V, sunt stabilite pentru lungimea laturilor tuturor poligoanelor (care sunt regulate) a:
{\displaystyle A={\frac {1}{2}}\left(20+15{\sqrt {3}}+50{\sqrt {5+2{\sqrt {5}}}}+{\sqrt {5\left(5+2{\sqrt {5}}\right)}}\right)a^{2}\approx 103,373424~a^{2},}
{\displaystyle V={\frac {1}{12}}\left(515+251{\sqrt {5}}\right)a^{3}\approx 89,687755~a^{3}.}